# Olena Matvjejeva
Olena Oleksandrivna Matvjejeva, coniugata Vechova (in ucraino Олена Олександрівна Матвєєва-Вєхова?; Kiev, 26 novembre 1966), è un'ex cestista ucraina, fino al 1991 sovietica.

## Carriera
Con l'Ucraina ha disputato i Campionati europei del 1995.